# NGC 1361
NGC 1361 (другие обозначения — MCG -1-10-5, NPM1G -06.0141, PGC 13218) — эллиптическая галактика в созвездии Эридана. Открыта Ормондом Стоуном в 1886 году. Описание Дрейера: «очень тусклый, очень маленький объект, более яркий в середине и в ядре».
В 1980 году в галактике взорвалась сверхновая, которая позволила открыть два межзвёздных облака в NGC 1361 и одно в Млечном Пути.
Этот объект входит в число перечисленных в оригинальной редакции «Нового общего каталога».